# 若望二十二世
若望二十二世（拉丁語：Ioannes PP. XXII；約1249年—1334年12月4日）本名雅各伯·迪埃塞，1316年8月7日當選教宗，同年9月5日即位至1334年12月4日為止。若望二十二世在法國亞維農與神聖羅馬帝國皇帝路易四世互相衝特及對立，其後並把路易四世开除教籍。他曾购买了瓦尔雷阿斯作为沃奈桑伯爵领地的一块在法国境内的飞地。

## 生平
雅各伯·迪埃塞1244年出生於法國卡奧爾。在那不勒斯國王卡洛二世的建議下，迪埃塞在1300年被任命為弗雷瑞斯主教。1312年受教宗克勉五世任命為波多-聖魯菲納主教。
克勉五世因與法國國王腓力四世的衝突，於1309年將羅馬教廷遷至亞維農。當克勉五世於1314年去世後，繼任的若望二十二世並未返回羅馬，而是將教廷留在亞維農。
1320年代，義大利北部反教宗的吉伯林派勢力逐漸壯大，若望二十二世打算先下手為強，1324年他將德意志國王路易四世逐出教會（絕罰）。儘管如此，路易四世在1328年進入了羅馬，並受加冕為神聖羅馬皇帝。
若望二十二世在任期間，擴張了宗教裁判所的權力、正式宣布巫術為異端，因此任何有操弄巫術嫌疑的人宗教裁判所都能對其審判。

## 譯名列表
- 若望二十二世：天主教香港教區禮儀委員會：禧年專頁 （页面存档备份，存于）、香港天主教教區檔案　歷任教宗、《大英簡明百科知識庫》2005年版、國立編譯舘作若望。
- 约翰二十二世：《世界人名翻譯大辭典》1993年版作約翰。